# Palestine aux Jeux olympiques d'été de 1996
La Palestine participe aux Jeux olympiques d'été de 1996 à Atlanta, qui se déroulent du 19 juillet au 4 août 1996. Il s'agit de sa 1re participation à des Jeux olympiques d'été.

## Contexte

### Adhésion et reconnaissance
Un Comité olympique palestinien multiethnique (comprenant des athlètes juifs et arabes) est reconnu par le Comité international olympique (CIO) en 1931, mais il ne peut pas participer aux Jeux olympiques d'été de Berlin de 1936 en raison des persécutions nazies contre tous les Juifs, y compris ceux vivant en Palestine. La reconnaissance du comité dure jusqu'en 1967, lorsque la guerre des Six Jours éclate. Le CIO étend sa reconnaissance au Comité olympique palestinien (COP) en 1993, après la ratification des accords d'Oslo. La décision de reconnaissance et de participation de la nation est contestée par Israël, qui s'est vu refuser l'adhésion au Conseil olympique d'Asie en 1982. Le président du Comité olympique d'Israël qualifie alors cette décision de propagande politique et jure de la contester auprès du CIO.
La Palestine, parrainée par l'Autorité palestinienne, est finalement autorisée à participer aux Jeux olympiques d'été de 1996 à Atlanta, en Géorgie, aux États-Unis, devenant ainsi la première équipe olympique palestinienne à participer à l'événement.

### Délégation
Selon le New York Times, un responsable sportif palestinien aux Jeux asiatiques de 1994 qui se sont tenus à Hiroshima, au Japon, déclare que la délégation espère envoyer une vingtaine d'athlètes. Un an plus tard, l'estimation des athlètes à envoyer est tombée à six. En 1996, Nahil Mabrouk, le président de la Fédération palestinienne d'athlétisme, déclare son intention d'envoyer trois athlètes : le coureur de fond Majed Abu Maraheel, le marcheur Yasser Ali-Dib, qui avait émigré au Caire et avait été médaillé de bronze aux Championnats arabes d'athlétisme de 1995 au Caire, en Égypte et une athlète sélectionnée par la branche cisjordanienne du comité national olympique.
Selon Muammar Bississo, alors président du Comité olympique de Palestine, la délégation aurait pu compter jusqu'à 40 athlètes, mais le gouvernement israélien n'a pas approuvé les documents nécessaires pour que les autres athlètes palestiniens puissent participer aux Jeux. La délégation est donc contrainte d'envoyer deux athlètes : Majed Abu Maraheel (en), coureur et agent de sécurité de la Force 17, qui participera à l'épreuve du 10 000 mètres masculin, et Ihab Salama, footballeur de l'équipe nationale palestinienne qui devait participer au 5 000 mètres masculin, le reste de son équipe n'étant pas autorisé à participer aux Jeux. Cependant, Salama n'a finalement pas participé à son épreuve pour des raisons inconnues.

### Cérémonie d'ouverture
Lors de la cérémonie d'ouverture des Jeux olympiques d'été de 1996, Majed Abu Maraheel est choisi pour être le tout premier porte-drapeau de la Palestine aux Jeux olympiques. Il déclare que son principal objectif aux Jeux est de « rappeler au monde que la Palestine existe ». Les relations entre les deux comités nationaux olympiques, israélien et palestinien, sont plutôt amicales pendant les Jeux, les présidents respectifs des comités, Ephraim Zinger et Muammar Bississo, se rencontrant lors de la cérémonie d'ouverture. Le Comité olympique israélien rejette officiellement l'opposition du gouvernement israélien à ce que le comité olympique de Palestine concoure sous le nom de « Palestine », et Zinger invite la délégation palestinienne à visiter son siège à Tel Aviv. Abu Maraheel et Ihab Salama  serrent la main, échangent des insignes et posent pour des photos avec des membres de la délégation israélienne pendant la cérémonie.

## Athlétisme

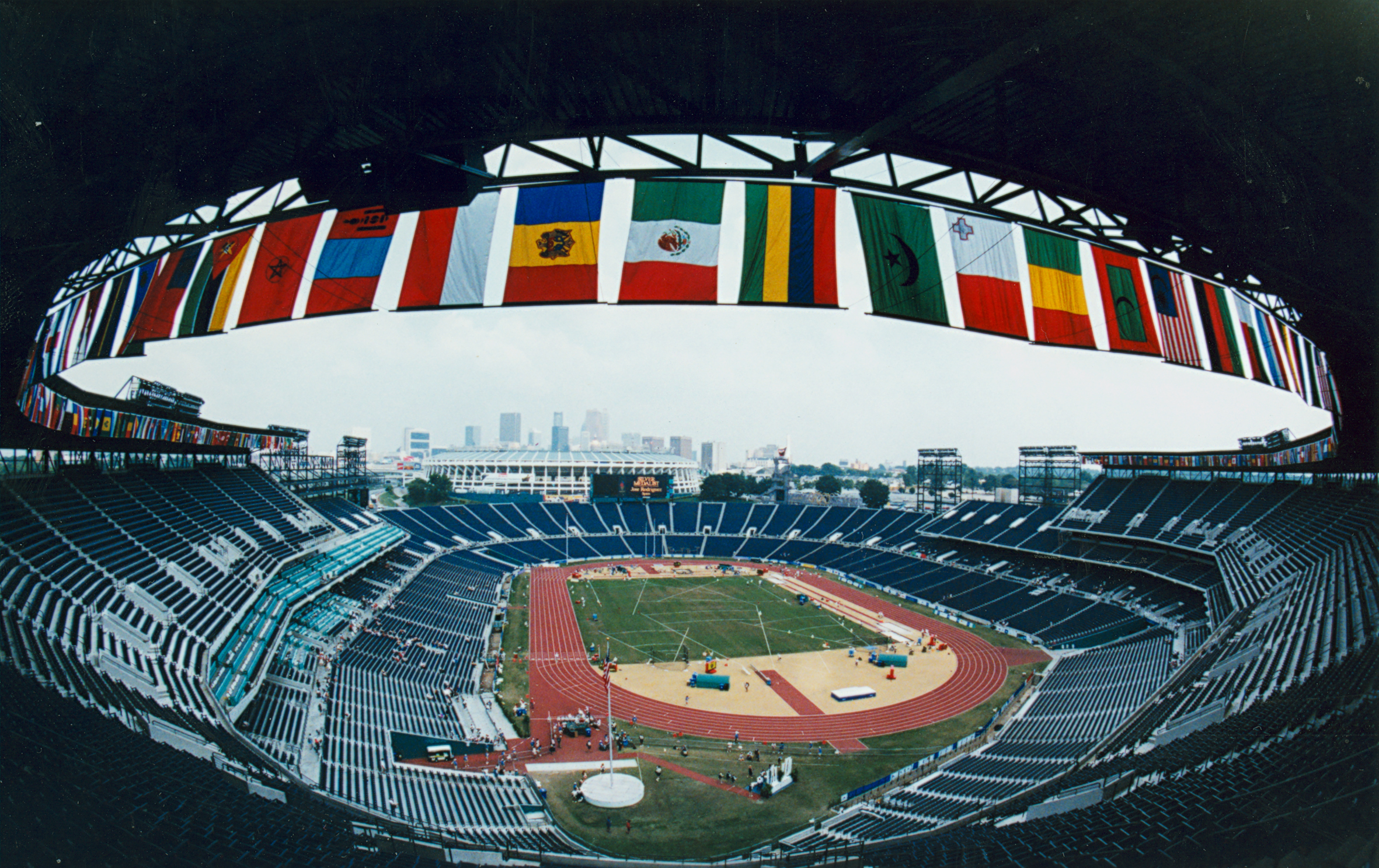
Le stade olympique du Centenaire où se déroulaient les épreuves d'athlétisme.

Après l'abandon de Salama, seul Abu Maraheel concourt dans ces Jeux. Il participe à l'épreuve masculine du 10 000 mètres le 26 juillet, étant aligné sur la première série avec 24 autres athlètes. Il termine dernier sur 21 athlètes qui ont terminé la course,  avec un temps de 34 minutes et 40,50 secondes. Le Colombien Herder Vázquez l'a devancé avec un temps de 33 minutes et 26,15 secondes, dans une série menée par l'Éthiopien Worku Bikila qui a affiché un temps de 27 minutes et 50,57 secondes, soit 6 minutes et 49,93 secondes de mieux que le temps de Majed Abu Maraheel. Sur 48 athlètes, Majed Abu Maraheel s'est classé dernier sur 42. Il est à plus de 6 minutes de l'athlète le plus lent qui s'est qualifié pour la finale et ne progresse donc pas vers le tour suivant.
| Athlètes                | Épreuve       | Séries        | Séries | Demi-finales | Demi-finales | Finale  | Finale  |
| Athlètes                | Épreuve       | Temps         | Rang   | Temps        | Rang         | Temps   | Rang    |
| ----------------------- | ------------- | ------------- | ------ | ------------ | ------------ | ------- | ------- |
| Majed Abu Maraheel (en) | 10 000 mètres | 34 min 40 s 5 | 21e    | Éliminé      | Éliminé      | Éliminé | Éliminé |